# Liste der Monuments historiques in Baerenthal
Die Liste der Monuments historiques in Baerenthal führt die Monuments historiques in der französischen Gemeinde Baerenthal auf.

## Liste der Bauwerke
| Bezeichnung        | Beschreibung                                                              | Standort                    | Kennzeichnung | Schutzstatus | Datum | Bild           |
| ------------------ | ------------------------------------------------------------------------- | --------------------------- | ------------- | ------------ | ----- | -------------- |
| Burg Groß-Arnsberg | Ruine einer Spornburg, 12. Jahrhundert; im Dreißigjährigen Krieg zerstört | südöstlich des Ortes (Lage) | PA00106728    | Classé       | 1994  | weitere Bilder |